# Ясиньская, Магдалена
Магдалена Ясиньская, урождённая Лазаньская (пол. Magdalena Jasińska; ок. 1770, Подляшье — 23 июля 1800, Варшава) — польская театральная актриса и певица.

## Биография
Магдалена Лазаньская родилась около 1770 года в Подляшье. Происходила из обедневшего шляхетского рода (герб Ястршембец). Отец отдал девочку на воспитание родственнику, Л. Перожиньскому, который возглавлял придворный театр в Несвиже. Вскоре Магдалена начала принимать участие в театральных постановках. Её вокальные способности заметил Войцех Богуславский и пригласил её в свой театр в Вильне. Магдалена дебютировала в 1785 году под своей девичьей фамилией в партии графини в «Школе ревнивых» Сальери и имела большой успех. Вскоре после этого она вышла замуж за актёра Войцеха Ясиньского, с которым познакомилась ещё в Несвиже.
В 1786 году Магдалена вместе с мужем переехала в Варшаву, где впервые выступила 27 мая 1786 года, уже под фамилией «Ясиньская». Вскоре муж бросил её и уехал во Львов. В 1789 году Магдалена также покинула Варшаву и переехала в Краков, где выступала в труппе Яцека Клюшевского. В 1793 году она вернулась в Варшаву, но после восстания Костюшко и закрытия театра вновь отправилась в Краков, а оттуда во Львов. С 1795 по 1799 год она выступала в труппе Богуславского, однако дальнейшей её карьере помешала болезнь. Магдалена Ясиньская умерла в 1800 году в Варшаве.
На протяжении своей театральной карьеры Магдалена Ясиньская, наделённая красивым голосом (сопрано), выступала преимущественно в операх. В числе прочего она исполнила партию Дороты в водевиле Яна Стефани на либретто Войцеха Богуславского «Мнимое чудо, или Краковцы и горцы». Большой успех имело её исполнение роли Аспазии в опере Сальери «Аксур, царь Ормуза». В театральных пьесах Ясиньская играла комические, трагические и характерные роли, в том числе Гертруды в «Гамлете» Шекспира. По воспоминаниям Богуславского, актриса отличалась красивой внешностью: она была черноволосой и черноглазой, с хорошей фигурой и грацией.